# Ligonipes lacertosus
Ligonipes lacertosus là một loài nhện trong họ Salticidae.
Loài này thuộc chi Ligonipes. Ligonipes lacertosus được Tord Tamerlan Teodor Thorell miêu tả năm 1881.